# 주상욱
주상욱(朱相昱, 1978년 7월 18일~)은 대한민국의 배우이다. 1997년 KBS 《신세대 보고 어른들은 몰라요》를 통해 배우 경력을 시작했다.

## 생애 및 경력
주상욱은 1남 2녀 중 둘째로 서울특별시 서초구에서 태어났다. 그의 아버지는 이북 출신으로서 주상욱이 7살때 사망했고 어머니가 공직 생활을 하며 삼남매를 키웠다. 친구의 모델 활동 현장에 우연히 놀러 갔다가 에이전트로부터 부탁을 받았던 주상욱은 1997년 KBS 청소년 드라마 《신세대 보고 - 어른들은 몰라요》의 단역으로 데뷔한 뒤, 20대 중반까지 아역으로 활동했다. 제대 후 젠틀하고 반듯한 이미지의 역할을 도맡아 해 '실장님 전문 배우'라는 별명이 붙기도 했다. 2012년 7월 김준호와 함께 《남자의 자격》에 합류해 프로그램이 종영될 때까지 고정 멤버로 출연했으며 이 프로그램으로 2012년 KBS 연예대상 쇼오락 남자 신인상을 수상했다.

## 학력
- 서울고등학교
- 남서울대학교 시각디자인학과 학사

## 병역
- 대한민국 육군 병장 전역

## 출연 작품

### 드라마
- 1997년 SBS 《드라마다큐X》 - 이진수(대역) 역
- 1997년 KBS2 《신세대 보고 어른들은 몰라요》
- 1998년 EBS 《내일》 - 박건 역
- 1999년 EBS 《네 꿈을 펼쳐라》 - 박건 역
- 2006년 EBS 《청해의 꿈》
- 2006년 MBC 《MBC 베스트극장 - 놈들의 수다》 - 정수 역
- 2007년 MBC 《에어시티》 - 안강현 역
- 2007년 KBS2 《드라마시티 - 은둔하는 북의 사람》 - 박 역
- 2007년 MBC 《깍두기》 - 박재우 역
- 2008년 MBC 일일드라마 《춘자네 경사났네》[4] - 이주혁 역
- 2008년 KBS2 《드라마시티 - 실연 복수 전문가 Miss 조》 - 이기현 역
- 2008년 KBS2 《아빠 셋 엄마 하나》 - 정찬영 역
- 2009년 KBS2 《그저 바라보다가》 - 김강모 역
- 2009년 MBC 《선덕여왕》 - 월야 역
- 2010년 SBS 《자이언트》 - 조민우 역
- 2011년 MBC 《마이 프린세스》 - 현우 역 (특별출연)
- 2011년 SBS 《파라다이스 목장》 - 서윤호 역
- 2011년 KBS2 《가시나무새》 - 이영조 역
- 2011년 ~ 2012년 OCN 《특수사건 전담반 TEN》 - 여지훈 역
- 2012년 MBC 《신들의 만찬》 - 최재하 역
- 2013년 OCN 《특수사건 전담반 TEN 2》 - 여지훈 역
- 2013년 KBS2 《굿 닥터》 - 김도한 역
- 2013년 웹드라마 《방과 후 복불복》 - 형사 반장 주진욱 역(특별출연)
- 2014년 tvN 《로맨스가 필요해 3》 - 신주연의 과거 두번째 남자친구 역 (특별출연)
- 2014년 MBC 《앙큼한 돌싱녀》 - 차정우 역
- 2014년 SBS 《미녀의 탄생》 - 한태희 역
- 2015년 KBS2 《복면검사》 - 하대철 역
- 2015년 MBC 《화려한 유혹》 - 진형우 역
- 2016년 JTBC 《판타스틱》 - 류해성 역
- 2018년 TV조선 《대군 - 사랑을 그리다》 - 진양대군 이강 역
- 2018년 SBS 《운명과 분노》 - 태인준 역
- 2019년 JTBC 《으라차차 와이키키 2》 - 톱스타 강민호 역(특별출연)
- 2020년 채널A 《터치》 - 차정혁 역
- 2021년,2022년 KBS1 《태종 이방원》 - 태종 이방원 역
- 2022년 tvN 《환혼》 - 장강 역
- 2023년 ENA 《보라! 데보라》 - 한상진 역
- 2025년 SBS 《보물섬》 - 여순호 역 (특별출연)

### 영화
- 2006년 《아랑》 - 재혁 역
- 2007년 《최강 로맨스》 - 김종혁 역
- 2008년 《아내가 결혼했다》 - 한재경 역
- 2010년 《용서는 없다》 - 이성호 변호사 역(우정출연)
- 2012년 《간기남》 - 한길로 역
- 2012년 《90분》 - 상희 역
- 2013년 《응징자》 - 이준석 역
- 2014년 《조선미녀삼총사》 - 사현 역

### 텔레비전 프로그램
- 2011년 KBS2 《김승우의 승승장구》 - 게스트(2011.03.01 방송)
- 2012년 KBS2 《남자의 자격》 - 고정출연
- 2013년 KBS2 《해피투게더 시즌 3》 (드라마 굿닥터 훈남 특집) - 게스트
- 2013년 SBS 《힐링캠프 기쁘지 아니한가》 - 게스트(2013.10.14 방송)
- 2013년 SBS 《런닝맨》 - 게스트(2013.10.27 방송)
- 2014년 SBS 《런닝맨》 - 게스트(2014.11.02 방송)
- 2014년 SBS 《힐링캠프 기쁘지 아니한가》 - 게스트(2014.11.24 방송)
- 2017년 O tvN 《주말엔 숲으로》 - 고정출연
- 2017년,2018년 MBC 《세모방 : 세상의 모든 방송》 - 고정출연
- 2019년 채널A 《나만 믿고 따라와 도시어부1》 - 게스트(2019. 05. 02~05.09 방송)
- 2020년 채널A 《나만 믿고 따라와 도시어부2》 - 게스트(2020년. 01. 30~02.06, 09.17~09.24 방송)
- 2021년 SBS 《편먹고 공치리》 - 2회 게스트(2021.07.23 방송)
- 2022년 KBS2 《신상출시 편스토랑》 - 차예련 영상 출연
- 2022년 KBS1 《한식 연대기》 - 진행 (2022.09.10 ~ 9.22 방송)
- 2022년 KBS2 《세컨 하우스》 - 차예련 영상 출연
- 2023년  KBS2 《세컨 하우스2》 - 주조 형제
- 2023년  KBS2 《사장님 귀는 당나귀 귀》 - 229회 스페셜 MC
- 2023년,2024년 채널A 《나만 믿고 따라와 도시어부5》 - 반 고정출연(2023년. 09. 07~ 방송)
- 2023년 KBS1 《다큐On - 도시의 기억 3부작》 - 내레이션 (2023.11.11, 11.18, 11.25 방송)

## 광고
- 2010년 옥시레킷벤키저 개비스콘
- 2010년 LG유플러스 TV Smart7
- 2012년 결핵, 생각보다 캠페인
- 2013년 휴온스 알룬
- 2013년 에코로바 아웃도어
- 2013년 농심 강글리오 꿀사과커피
- 2015년 불스원 크리스탈 코트
- 2015년 불스원 레인오케이 하이브리드 와이퍼
- 2015년 불스원 레인오케이 스피드
- 2015년 휴젤파마 더채움 필러
- 2017년 불스원 프리미엄 5중필터

## 수상 및 후보
| 연도 | 시상식                            | 부문                             | 작품                 | 결과 |
| ---- | --------------------------------- | -------------------------------- | -------------------- | ---- |
| 2010 | SBS 연기대상                      | 뉴스타상                         | 자이언트             | 수상 |
| 2010 | SBS 연기대상                      | 베스트 커플상 (with 황정음)      | 자이언트             | 수상 |
| 2011 | 제6회 아시아모델상시상식          | 모델스타상                       | 빈칸                 | 수상 |
| 2011 | 제4회 코리아 드라마 어워즈        | 남자 조연상                      | 자이언트             | 수상 |
| 2011 | 제5회 아시아 주얼리 어워드        | 배우부문 다이아몬드상            | 빈칸                 | 수상 |
| 2011 | KBS 연기대상                      | 미니시리즈부문 남자 우수연기상   | 가시나무새           | 후보 |
| 2011 | KBS 연기대상                      | 남자 네티즌상                    | 가시나무새           | 후보 |
| 2011 | KBS 연기대상                      | 베스트 커플상 (with 한혜진)      | 가시나무새           | 후보 |
| 2012 | KBS 연예대상                      | 쇼·오락부문 남자 신인상          | 남자의 자격          | 수상 |
| 2012 | MBC 연기대상                      | 특별기획부문 남자 최우수연기상   | 신들의 만찬          | 후보 |
| 2013 | 헤럴드 동아TV 라이프스타일 어워드 | 베스트 드레서상                  | 빈칸                 | 수상 |
| 2013 | 제6회 코리아 드라마 어워즈        | 남자 최우수연기상                | 굿 닥터              | 후보 |
| 2013 | KBS 연기대상                      | 중편드라마부문 남자 우수연기상   | 굿 닥터              | 수상 |
| 2014 | MBC 연기대상                      | 미니시리즈부문 남자 우수연기상   | 앙큼한 돌싱녀        | 후보 |
| 2014 | SBS 연기대상                      | 10대 스타상                      | 미녀의 탄생          | 수상 |
| 2014 | SBS 연기대상                      | 베스트 커플상 (with 한예슬)      | 미녀의 탄생          | 수상 |
| 2014 | SBS 연기대상                      | 중편드라마부문 남자 우수연기상   | 미녀의 탄생          | 후보 |
| 2015 | 제3회 드라마피버 어워즈           | 베스트 브로맨스상 (with 서강준)  | 앙큼한 돌싱녀        | 수상 |
| 2015 | MBC 연기대상                      | 특별기획부문 남자 우수연기상     | 화려한 유혹          | 후보 |
| 2015 | KBS 연기대상                      | 미니시리즈부문 남자 우수연기상   | 복면검사             | 후보 |
| 2017 | MBC 방송연예대상                  | 버라이어티부문 남자 우수상       | 세모방               | 후보 |
| 2019 | 제14회 숨피 어워즈                | 최우수조연상 남자부문            | 대군 - 사랑을 그리다 | 후보 |
| 2019 | SBS 연기대상                      | 중편드라마부문 남자 최우수연기상 | 운명과 분노          | 후보 |
| 2022 | 제8회 에이판 스타 어워즈          | 연속극부문 남자 최우수연기상     | 태종 이방원          | 수상 |
| 2022 | KBS 연예대상                      | 베스트 커플상 (with 조재윤)      | 세컨 하우스          | 수상 |
| 2022 | KBS 연기대상                      | 대상                             | 태종 이방원          | 수상 |
| 2022 | KBS 연기대상                      | 남자 최우수연기상                | 태종 이방원          | 후보 |
| 2022 | KBS 연기대상                      | 장편드라마부문 남자 우수연기상   | 태종 이방원          | 후보 |
| 2022 | KBS 연기대상                      | 남자 네티즌상                    | 태종 이방원          | 후보 |
| 2022 | KBS 연기대상                      | 베스트 커플상 (with 박진희)      | 태종 이방원          | 후보 |